# Aragatsotn
Aragatsotn (em armênio: Արագածոտն;  [ɑɾɑɡɑˈt͡sɔtən] (ajuda·info)) é uma das dez províncias da Arménia, situada na parte ocidental do país, com capital em Astaraque. Além da capital, engloba duas outras cidades (Aparã e Talim) e 111 comunidades rurais.

## Demografia
|                  | 1991    | 1993    | 1995    | 1997    | 1999    | 2001    | 2002    | 2003    | 2004    | 2005    | 2006    | 2007    |
| ---------------- | ------- | ------- | ------- | ------- | ------- | ------- | ------- | ------- | ------- | ------- | ------- | ------- |
| População        | 142 000 | 146 300 | 138 700 | 138 800 | 138 300 | 138 200 | 138 400 | 138 500 | 138 800 | 139 100 | 139 500 | 140 000 |
| População urbana | 39 600  | 42 400  | 35 300  | 34 100  | 33 300  | 33 000  | 32 900  | 32 900  | 32 900  | 32 900  | 33 000  | 33 000  |
| Fonte : ArmStat  |         |         |         |         |         |         |         |         |         |         |         |         |